# Російська рулетка

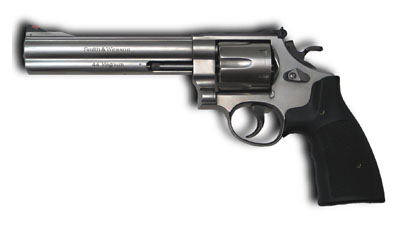
Револьвер часто використовується для російської рулетки.

Російська рулетка — азартна та потенційно смертельна гра випадку. За правилами гравець залишає в барабані револьвера один набій і обертає барабан таким чином, щоб забути положення патрона. По тому гравці по черзі приставляють револьвер до скроні й натискають на спусковий гачок. Кількість патронів в барабані може бути різною, залежно від моделі револьвера. У звичайних азартних іграх для імітації російської рулетки використовується іграшковий револьвер. У світовій культурі російська рулетка була популяризована завдяки численним згадкам у літературі та кіно.
У переносному значенні, вираз «російська рулетка» також означає потенційно небезпечний крок із непередбачуваними наслідками.